# Гудков, Владимир Павлович
Владимир Павлович Гудков (1934—2020) — советский и российский филолог-славист.

## Биография
Родился 22 мая 1934 года в селе Черновское Горьковской области.
Окончил славянское отделение филологического факультета МГУ (1956) и аспирантуру кафедры славянской филологии (1962), на которой работал до 2013 года. Под руководством профессора С. Б. Бернштейна подготовил и в 1964 году защитил кандидатскую диссертацию «Формы будущего времени в сербохорватском литературном языке» (Москва, 1963. — 283 с.: ил.).
С 1970 года был в должности доцента. С 1989 года — заместитель декана по УМО (учебно-методическому объединению). В 1990—2010 годах заведовал кафедрой славянской филологии. Читал общие курсы: «Введение в славянскую филологию», «История сербохорватского языка», «Грамматика сербохорватского языка», спецкурсы: «История литературного языка у сербов в XVIII-XX вв.», «Национально-территориальные варианты сербохорватского литературного языка», «История славянского языкознания»; вёл семинар «Сербохорватский язык в его историческом развитии и современном функционировании».
Был член Учёного совета филологического факультета, Учёного совета МГУ.
Умер 5 августа 2020 года в Баффало (США). 